# Orlando Cuello
Orlando Rubén Cuello (nacido el 31 de marzo de 1928) es un exfutbolista argentino. Jugaba como defensor y debutó profesionalmente en Rosario Central.

## Carrera

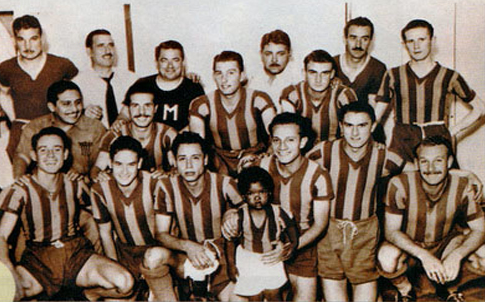
Rosario Central en 1948. Parados: Pedro Botazzi, Fermín Lecea (entrenador), Antonio Inveninato, Orlando Cuello, Obdulio Raneri, Héctor Caruso; hincados: Alberto Cazaubón, Víctor Hidalgo, Antonio Gauna, Alfredo La Spina, Eduardo L'Epíscopo, Esteban Gentile.

Su debut se produjo a fines del Campeonato de Primera División 1948, al producirse una huelga de futbolistas que devino en la utilización de juveniles para completar el torneo. Su primer partido fue ante Racing Club en Arroyito, el 14 de noviembre y que finalizó con victoria de su equipo 6-2. Disputó los cuatro cotejos restantes del canalla, incluido el de la última fecha por el clásico rosarino ante Newell's Old Boys, con triunfo centralista 3-2 como local.
Volvió a tener participación en el primer equipo en 1950, jugando mayormente como mediocampista. El torneo finalizó con la pérdida de categoría para el cuadro rosarino; tras esto, Cuello, junto a otros jugadores del club, formó parte de un equipo denominado Wanders Argentina o Rosario Wanders, que viajó a Colombia para realizar partidos exhibición e intentar ser contratados por algún cuadro del fútbol cafetero, que por entonces tenía una liga no afiliada a FIFA. El recientemente creado Deportes Quindío contrató al equipo completo para afrontar el Campeonato colombiano 1951. Se mantuvo en el equipo cuyabro hasta 1954, siendo protagonista el año anterior del subcampeonato obtenido en Primera División.
A partir del llamado Pacto de Lima, por el cual la FIFA reintegró a Colombia su afiliación, surge el compromiso por parte de la federación de devolver los pases de los futbolistas incorporados durante la era pirata a sus clubes respectivos una vez finalizado 1954. Así, Cuello retornó a Rosario Central para disputar el Campeonato de Primera División 1955, junto a sus compañeros de Quindío Alberto Cazaubón, Américo Tissera y Antonio Vilariño. Cerró su participación en el canalla con 35 partidos disputados en sus dos etapas.

## Clubes
| Club             | País      | Año       |
| ---------------- | --------- | --------- |
| Rosario Central  | Argentina | 1948-1950 |
| Deportes Quindío | Colombia  | 1951-1954 |
| Rosario Central  | Argentina | 1955      |